# Bajor Ágost

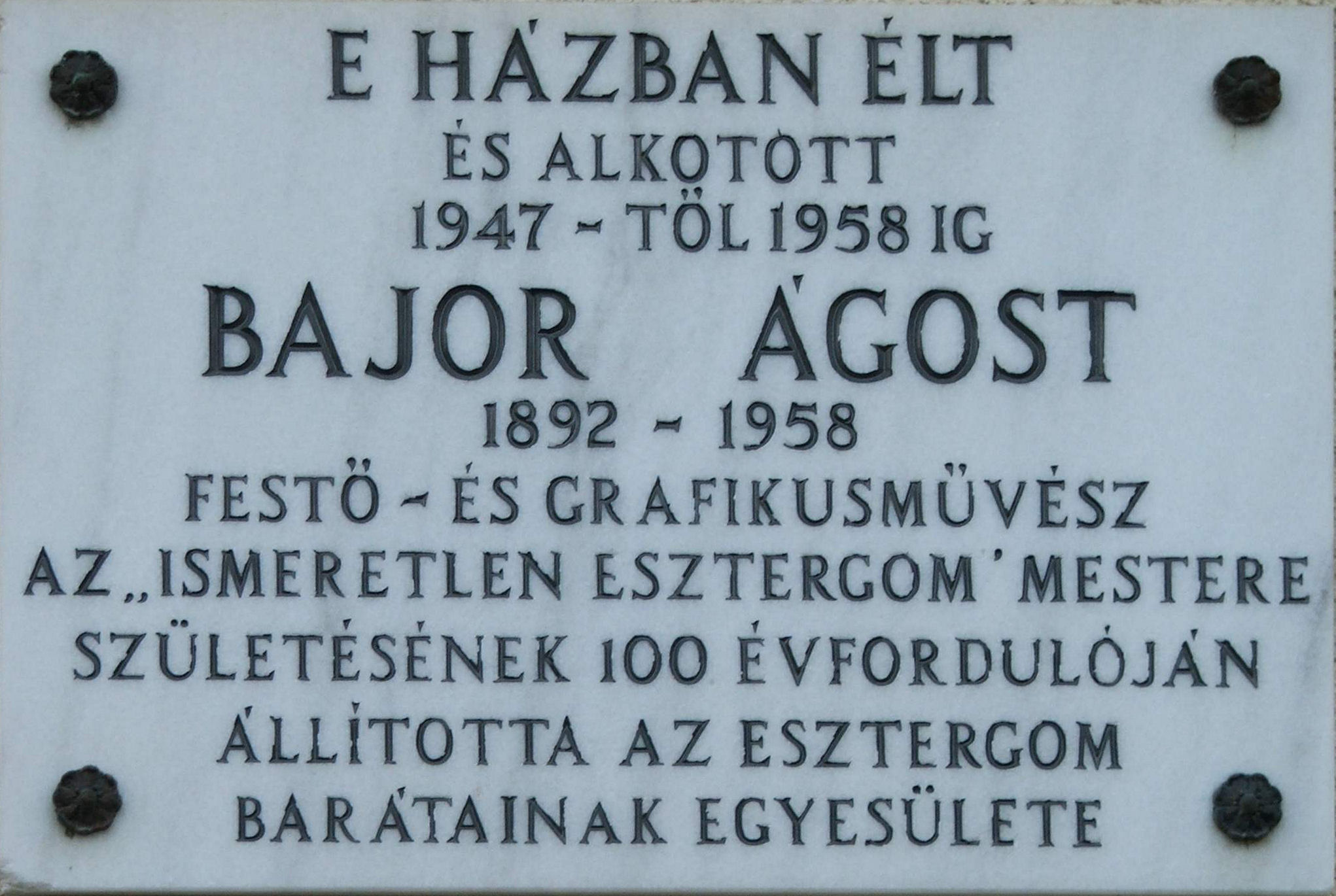
Bajor Ágost emléktáblája

Bajor Ágost, eredeti neve: Bayer Ágoston (Esztergom, 1892. szeptember 17. – Esztergom, 1958. október 11.) magyar festő, grafikus.

## Életpályája
Bayer Károly kékfestő és Schalkház Gizella fiaként született. Tanulmányait 1910 és 1916 között a Magyar Királyi Képzőművészeti Főiskolán végezte, ahol mestere Olgyai Viktor volt. 1920–21-ben ugyanitt képezte magát tovább Zemplényi Tivadarnál. Több tanulmányutat tett Olaszországban (1923, 1927). Néhány évig tanított az esztergomi Bencés Gimnáziumban, 1923-ban Budapestre költözött, műterme a Kelenhegyi úton állt. Az Ex-libris és Grafika Baráti Kör tagja volt. Az 1930-as években vallási témákat dolgozott fel, és megrendelésre néhány freskót is alkotott, később azonban lemeszelték falképeit. 1927-ben gyűjteményes kiállítása volt a Nemzeti Szalonban. Babits Mihály baráti köréhez tartozott. A második világháború alatt részt vett a keleti fronton folyó harcokban. 1947-ben visszaköltözött szülővárosába, 1954-ben ugyanitt tárlaton szerepelt műveivel.

## Művei
Elsősorban naturalista portrékat és tájképeket festett, valamint akvarelleket és rézkarcokat is készített. Művei a budapesti Nemzeti Galériában, az esztergomi Balassa Bálint Múzeumban és a miskolci Herman Ottó Múzeumban találhatóak.

## Emlékezete
- Esztergomban  születésének 100. évfordulójára emléktáblát avattak egykori házán[5] 2006-ban, és egy művelődési ház is az ő nevét viseli.
- Esztergomban az ő nevét viseli a Poeltenberg Ernő utcát a Lázár Vilmos utcával összekötő utca.

## Kiállításai

### Egyéni kiállítások
- 1927 • Műcsarnok, Budapest
- 1943 • Nemzeti Szalon, Budapest (kat.)
- 1992 • Balassa Bálint Múzeum, Esztergom.

### Válogatott csoportos kiállítások
- 1943 • Műbarát [Marosán Lászlóval, Kemény Lászlóval, Gömöri-Reidl Idával].